# العذرة
العذرة أو إيتا الكلب الأكبر  (بالإنجليزية:Eta Canis Majoris) . اسمه التقليدي Aludra مشتق من الاسم العربي . وهو نجم في كوكبة الكلب الأكبر.
يسطع العذرة بوضوح في السماء على الرغم من المسافة الكبيرة التي تفصله عن الأرض والتي تصل لحوالي 3000 سنة ضوئية. وهو عملاق أزرق عظيم . يعتقد أن العذرة في المراحل الأخيرة من عمره وسيمر قريباً في مرحلة عملاق عظيم أحمر وقد يكون فعلاً مر بها . وفي كلتا الحالتين فإنه سيتحول إلى مستعر أعظم في غضون بعض من ملايين السنين. يتغير القدر الظاهري له من +2.38 إلى +2.48.
تصل كتلة العذرة نحو 15 كتلة شمسية وقد قام الفلكيون بحساب قطره ويقدروه بنحو 30 قطر شمسي، أما ضياؤه فأشد من الضياء الشمسي 100.000 مرة . وهو لهذا يرى بوضوح على الرغم من بعده عنا بنحو 3000 سنة ضوئية .

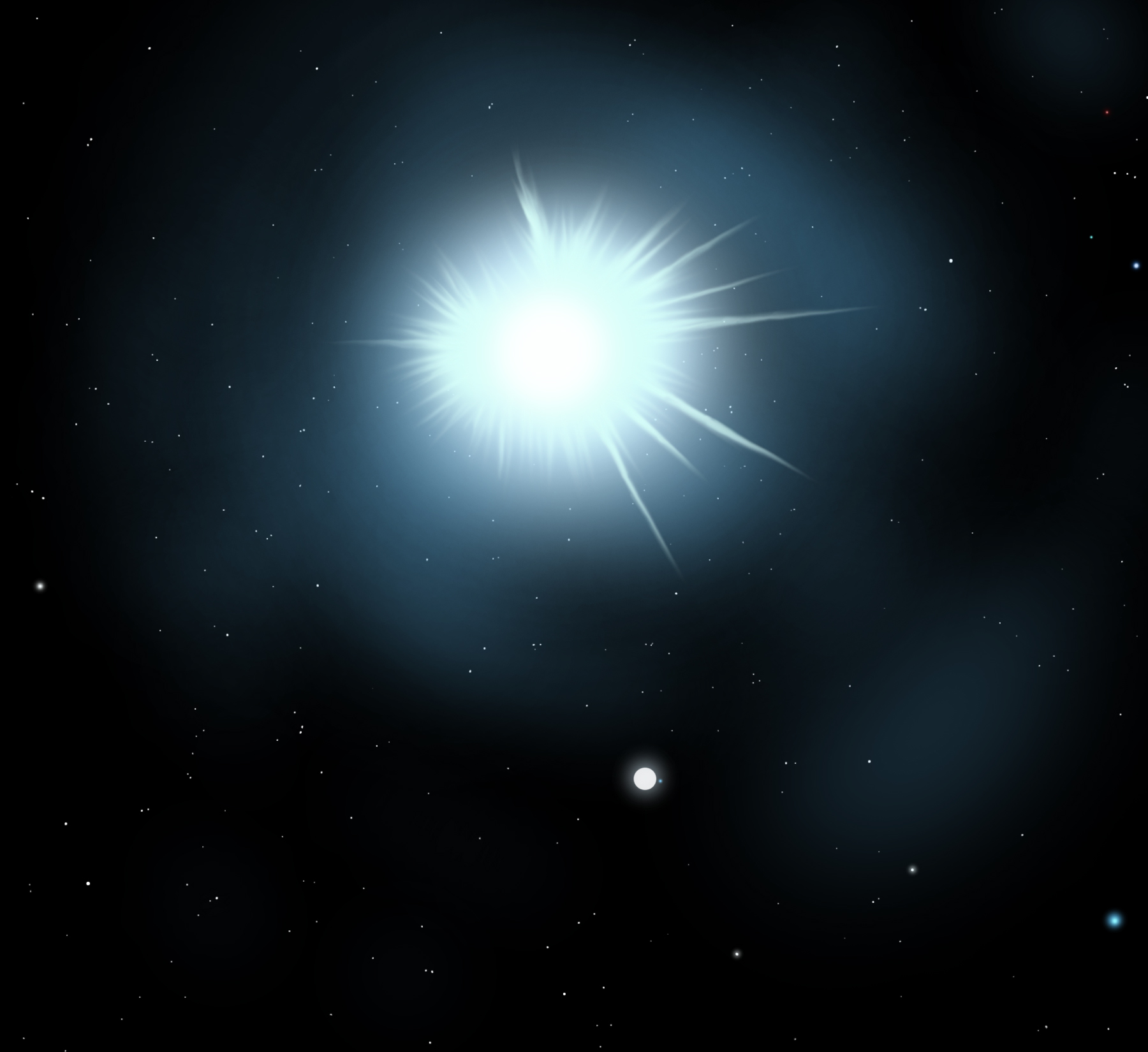
عملاق إتا العذرة الأزرق العظيم، الواقع في كوكبة الكلب الأكبر.